# HD 22701
HD 22701，又名BD+86 51，SAO 623、HR 1107，是一颗恒星，视星等为5.86，位于銀經125.76，銀緯24.91，其B1900.0坐标为赤經3h 33m 55s，赤緯+86° 24.91′ 57″。